# Balistes rotundatus
Balistes rotundatus är en fiskart som beskrevs av Marion de Procé 1822. Balistes rotundatus ingår i släktet Balistes och familjen tryckarfiskar. IUCN kategoriserar arten globalt som livskraftig. Inga underarter finns listade.